# Kumlu
Kumlu là một huyện thuộc tỉnh Hatay, Thổ Nhĩ Kỳ. Huyện có diện tích 223 km² và dân số thời điểm năm 2007 là 13210 người, mật độ 59 người/km².